# Хуфорш
Хуфорш (на шведски: Hofors) е град в лен Йевлебори, централна Швеция. Главен административен център на едноименната община Хуфорш. Намира се на около 90 km на северозапад от столицата Стокхолм. Има жп гара. Населението на града е 6681 жители по данни от преброяването през 2010 г.